# 约翰·库克 (田径运动员)
约翰·库克（英語：John Kuck，1905年4月27日—1986年9月21日），美国男子田径运动员，主攻铅球。他曾代表美国参加1928年夏季奥林匹克运动会田径比赛，获得男子铅球金牌。